# Tiago Emanuel da Costa Sousa
Tiago Emanuel da Costa Sousa (Coímbra, Portugal, 18 de octubre de 1977) es un jugador de hockey sobre patines que juega de portero. Aunque es de origen portugués posee nacionalidad angoleña y juega por la selección del país africano.

## Trayectoria
Debutó en Segunda División Portuguesa con el Mealhada en la temporada 1998-99 llegando al ascenso a la Primera División, aunque la experiencia en la máxima categoría del hockey sobre patines portugués tan solo duró un año y en la temporada siguiente volvería a la división de plata. En temporada 2001-02 se va al Sporting Club de Tomar de la Primera División Portuguesa, club en el que juega un año, fichando al año siguiente por el Infante Sagres, en el que juega una temporada. En la temporada 2003-04 vive su mejor época tras jugar con un de los grandes del hockey de Europa, el FC Porto, y en los tres años que pasa en el equipo del O Porto consigue todos los títulos que tiene, 3 ligas, 2 copas, una supercopa y tres veces finalista de la Copa de Europa, en las que el equipo portugués perdería ante el FC Barcelona y la última ante el Bassano Hockey 54. En la temporada 2006-07 se une al Oliveirense, en el que pasa cuatro años hasta el verano del 2010, cuando se une con el H.C. Liceo de La Coruña (Galicia).

## Equipos
- Hóquey Clube da Mealhada: 1998-2001
- Sporting Clube de Tomar: 2001-2002
- Club Infante de Sagres: 2002-2003
- FC Porto: 2003-2006
- UD Oliveirense: 2006-2010
- HC Liceo: 2010-al presente

## Premios

### F.C. Porto
- 3 Ligas portuguesas: 2003-2004, 2004-2005 y 2005-2006
- 2 Copas de Portugal: 2004-2005 y 2005-2006
- 1 Supercopas de Portugal: 2005-2006

### HC Liceo
- 1 Copa de Europa: 2010-2011